# Oxystele variegata
Oxystele variegata is een slakkensoort uit de familie van de Trochidae. De wetenschappelijke naam van de soort is voor het eerst geldig gepubliceerd in 1838 door Anton.